# Drosophila monieri
Drosophila monieri är en tvåvingeart som beskrevs av Mcevey och Léonidas Tsacas 1987. Drosophila monieri ingår i släktet Drosophila och familjen daggflugor.
Artens utbredningsområde är Sällskapsöarna.